# Jérôme Pradon
Jérôme Pradon est un acteur et chanteur français né à Boulogne-Billancourt le 3 juin 1964. Il joue dans le West End à Londres, à Paris et dans divers autres endroits du monde.
Au cinéma et à la télévision, il a joué notamment dans L'Été 36 (1989), Vatel (2000) et Avocats et Associés (2006). En 2000, il joue dans l'adaptation cinématographique de la comédie musicale Jesus Christ Superstar d'Andrew Lloyd Webber dans le rôle de Judas aux côtés de Glenn Carter. En 1991, il interprète le rôle de Marius Pontmercy dans la comédie musicale Les Misérables d'Alain Boublil et Claude-Michel Schönberg au théâtre Mogador à Paris.
Au théâtre, il a incarné le barman dans Le Cabaret des hommes perdus.
Il joue en 2009 au théâtre de l'Œuvre les 80 personnages du spectacle l’Opéra de Sarah, qui est récompensé la même année par le Molière du spectacle musical. La même année, il joue dans FX de Michael Stampe, mise en scène de Christophe Lidon, théâtre du Chêne noir (Festival d'Avignon off).
Il joue le rôle de Sam Carpentier dans l'adaptation française de la comédie musicale Mamma Mia ! au théâtre Mogador à Paris. En 2013, il fait partie de la troupe de Follies, à l'Opéra de Toulon. 
En 2020, puis en 2021 et 2022, il joue le rôle de Barbesale dans la comédie musicale Pirates, le destin d'Evan Kingsley de Julien Safa et Samuel Safa. 

## Filmographie

### Cinéma
- 1993 : Hélas pour moi de Jean-Luc Godard : Miguel
- 1999 : Simon Sez : Sauvetage explosif de Kevin Elders : Ashton
- 1999 : La Jeune fille et la tortue, court-métrage musical de Stéphane Ly-Cuong : le frère
- 2000 : Vatel de Roland Joffé : le marquis d'Effiat
- 2000 : Jesus Christ Superstar de Gale Edwards : Judas
- 2000 : The Dancer de Fred Garson : le directeur
- 2002 : Paradisco de Stéphane Ly-Cuong : François
- 2017 : Justice League de Zack Snyder : le conservateur du Louvre
- 2021 : Zack Snyder's Justice League de Zack Snyder : le conservateur du Louvre

### Télévision
- 1986 : L'Été 36, téléfilm d'Yves Robert : l'étudiant
- 1998 : Belle Grand-mère, téléfilm de Marion Sarraut : Thibaut
- 2001-2002 : Crimes en série, série : Keller
- 2006 : Avocats et Associés, série : Richard Pratz

## Comédies musicales
- 1999 : Nine
- 2010 : Mamma Mia de Catherine Johnson, mise en scène Phyllida Lloyd.
- 2020 : Pirates, le destin d'Evan Kingsley de Julien Safa et Samuel Safa